# Saratowka
Saratowka – wieś w Armenii, w prowincji Lorri. W 2011 roku liczyła 424 mieszkańców.